# Ignas Brazdeikis
Ignas Brazdeikis (Kaunas, 8 de janeiro de 1999) é um jogador canadense de basquete profissional que atualmente joga no Orlando Magic da National Basketball Association (NBA).
Ele jogou basquete universitário na Universidade de Michigan e foi selecionado pelos Sacramento Kings como a 47ª escolha geral no draft da NBA de 2019.

## Primeiros anos
Filho de Diana e Sigitas "Sigis" Brazdeikis, Ignas nasceu em Kaunas, Lituânia. Sua tia, Lina Brazdeikytė, é uma ex-jogadora profissional de basquete que venceu o EuroBasket Feminino de 1997 com a Seleção Lituana.
Sua família emigrou para Chicago antes de se mudar para Winnipeg e Etobicoke antes de se estabelecer em Oakville, Ontário.

## Carreira no ensino médio
Brazdeikis foi o MVP do Ontario Scholastic Basketball Association em 2017 e 2018. Em seu terceiro ano, ele levou Orangeville a final do OSBA e ganhou o prêmio de MVP do torneio.
Brazdeikis é geralmente destro, mas também arremessa com a mão esquerda. Durante os seus anos de colegial, ele foi orientado por Nik Stauskas.
Em maio de 2017, Brazdeikis estava indeciso entre se matricular na turma de 2017 ou 2018 e fez visitas não-oficiais a Michigan, Vanderbilt e Cincinnati. Depois de acumular ofertas de várias universidades, incluindo Baylor, Cal, Illinois, Oklahoma, Oregon, Tennessee e USC, Brazdeikis anunciou que visitaria oficialmente Michigan, Vanderbilt e Flórida em setembro. Ele chegou a um acordo verbal com Michigan em 22 de setembro. Depois que ele se comprometeu, Michigan decidiu não tentar recrutar R. J. Barrett.
Ele assinou uma carta nacional de intenção com a Universidade de Michigan em 10 de novembro de 2017, juntamente com a turma de 2018 que incluia Colin Castleton, David DeJulius, Brandon Johns e Adrien Nunez.
Segundo o Yahoo Sports e a ESPN, esperava-se que Brazdeikis fosse o melhor calouro de Michigan.

## Carreira universitária

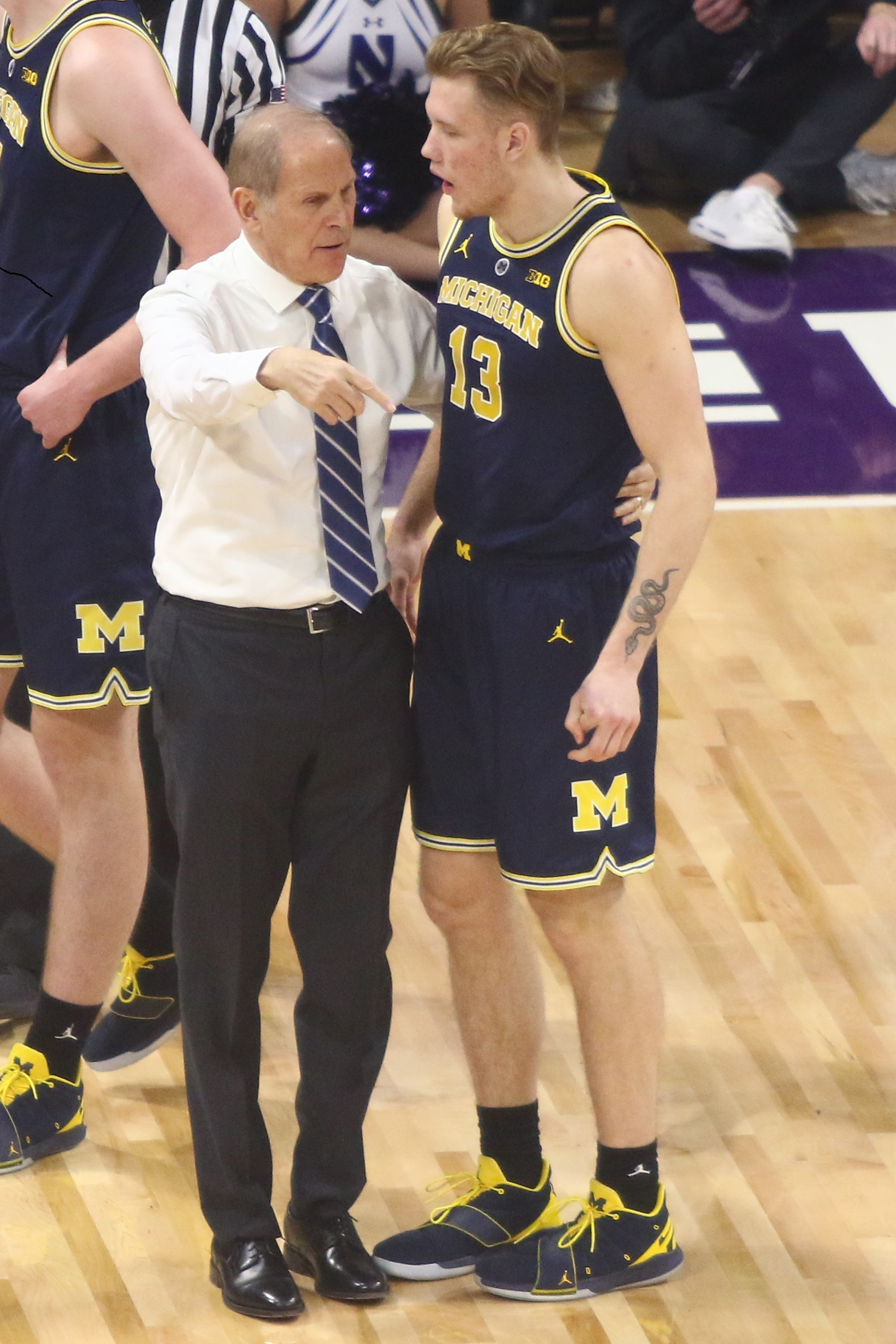
Em 6 de novembro de 2018, Brazdeikis estreou fazendo 12 pontos na vitória de n°800 na carreira do técnico John Beilein.

Em sua estreia, Brazdeikis fez 12 pontos na vitória por 63-44 sobre Norfolk. Essa foi a vitória de n°800 na carreira do técnico John Beilein. Em seu segundo jogo, uma vitória por 56-37 sobre Holy Cross, Brazdeikis teve 19 pontos e sete rebotes. Em 18 de novembro, ele registrou 20 pontos e 7 rebotes e ajudou a equipe a derrotar Providence por 66-47 e vencer o torneio Hall of Fame Tip Off. Ele repetiu seu desempenho de 20 pontos e 7 rebotes em 23 de novembro contra Chattanooga. Brazdeikis teve seu terceiro jogo consecutivo de 20 pontos em 28 de novembro, quando Michigan derrotou a Carolina do Norte por 84-67 no ACC-Big Ten Challenge.

Brazdeikis e Jon Teske marcando em 2018.

Em 1º de dezembro, Michigan derrotou Purdue por 76-57 na abertura da Big Ten Conference, Brazdeikis contribuiu com 12 pontos.
Após um jogo de 23 pontos contra Northwestern e um desempenho de 17 pontos contra Carolina do Sul, Brazdeikis foi reconhecido como co-Novato da Semana da Big Ten em 10 de dezembro. Em 30 de dezembro, Brazdeikis fez 21 pontos na vitória sobre Binghamton por 74–52. No dia seguinte, ele ganhou o prêmio de Novato da Semana da Big Ten pela terceira vez em dezembro.
Em 3 de janeiro, Michigan venceu Pensilvânia por 68-55 e Brazdeikis teve seu primeiro duplo-duplo da carreira com 16 pontos e 11 rebotes. Em 13 de janeiro, a equipe derrotou Northwestern para estabelecer um recorde de 17 vitórias seguidas da universidade. Em 22 de janeiro, Michigan derrotou Minnesota por 59-57 e Brazdeikis registrou seu segundo duplo-duplo da temporada com 18 pontos e 11 rebotes. Em 25 de janeiro, Michigan derrotou Indiana por 69-46 com Brazdeikis fazendo 20 pontos.
Em 28 de janeiro, Brazdeikis ganhou seu quarto prêmio de Novato do Ano da Big Ten por suas atuações contra Minnesota e Indiana. Com isso, ele superou Tim Hardaway Jr. e Nik Stauskas com mais prêmios na história da universidade. Em 5 de fevereiro, Brazdeikis marcou 23 pontos e Michigan venceu Rutgers por 77-65.

Brazdeikis jogando em Michigan em 2018

Após a temporada, ele foi selecionado para a Segunda-Equipe da Big Ten (por treinadores e mídia) e ganhou o prêmio de Novato do Ano da Big Ten (por treinadores e mídia). No dia 12 de março, com base em votos de seus membros nacionais, a Associação de Escritores de Basquete dos EUA nomeou Brazdeikis para a sua Equipe de Todos os Distritos.
Em 28 de março, Michigan perdeu para Texas Tech por 63-44 no Sweet Sixteen do Torneio da NCAA e Brazdeikis teve seu terceiro duplo-duplo da carreira com 17 pontos e 13 rebotes.
Após a temporada, em 9 de abril, Brazdeikis, juntamente com os colegas Jordan Poole e Charles Matthews, se declarou para o draft da NBA de 2019.

## Carreira profissional

### New York Knicks (2019–Presente)
Em 20 de junho de 2019, Brazdeikis foi selecionado pelo Sacramento Kings como a 47º escolha geral do draft da NBA de 2019. Os Kings o trocaram para o New York Knicks por Kyle Guy. Em 6 de julho de 2019, os Knicks assinaram um contrato de 2 anos e US$2.4 milhões com Brazdeikis.
Ele fez sua estreia na NBA em 3 de novembro contra o Sacramento Kings e marcou quatro pontos em uma derrota por 113-92. Ele foi designado para o Westchester Knicks para o início da temporada da G-League. Em 11 de janeiro de 2020, Brazdeikis registrou 24 pontos, 14 rebotes e cinco assistências para o Westchester na vitória sobre o Lakeland Magic.

### Philadelphia 76ers (2021–2021)
Em 25 de março de 2021, Brazdeikis foi negociado com o Philadelphia 76ers em uma troca que também envolveu o Oklahoma City Thunder. No dia 8 de abril, os 76ers dispensaram Brazdeikis após apenas um jogo.

### Orlando Magic (2021–Presente)
Em 2 de maio de 2021, Brazdeikis assinou um contrato de 10 dias com o Orlando Magic. Em 3 de maio, ele fez sua estreia e marcou 14 pontos na vitória por 119-112 sobre o Detroit Pistons. Em 12 de maio, o Magic assinou um contrato com Brazdeikis pelo restante da temporada de 2020-21. Em 14 de maio, Brazdeikis marcou 21 pontos em uma derrota por 122–97 para o Philadelphia 76ers.
Em 12 de agosto de 2021, Brazdeikis assinou um contrato de mão dupla com o Magic e o seu afiliado na G-League, Lakeland Magic.

## Carreira na seleção
Brazdeikis ganhou a medalha de prata com a Seleção Canadense na Copa América Sub-16 em 2015. Ele teve médias de 9,2 pontos e 7,2 rebotes no torneio. Ele também jogou pelo Canadá na Copa do Mundo Sub-17 em 2016, tendo médias de 14,7 pontos e 6,9 rebotes.
Apesar de jogar pela Seleção Canadense em torneios juvenis e não ter a nacionalidade lituana, Brazdeikis disse que gostaria de representar a Seleção Lituana em competições internacionais. Em janeiro de 2020, ele solicitou oficialmente a restauração de sua cidadania lituana. Em 5 de maio de 2021, sua cidadania lituana foi restaurada. Devido a uma mudança nas leis lituanas, Brazdeikis também manteve sua cidadania canadense.

## Estatísticas da carreira

### NBA

#### Temporada regular
| Ano      | Equipe       | PJ | PT | MPJ  | AP   | 3P   | LL    | RT  | AS  | BR | TO | PPJ  |
| -------- | ------------ | -- | -- | ---- | ---- | ---- | ----- | --- | --- | -- | -- | ---- |
| 2019–20  | New York     | 9  | 0  | 5.9  | .273 | .111 | .800  | .6  | .4  | .0 | .1 | 1.9  |
| 2020–21  | New York     | 4  | 0  | 1.8  | .000 | —    | 1.000 | .5  | .3  | .0 | .0 | .5   |
| 2020–21  | Philadelphia | 1  | 0  | 8.0  | .000 | .000 | —     | 2.0 | .0  | .0 | .0 | .0   |
| 2020–21  | Orlando      | 8  | 0  | 29.3 | .443 | .407 | .667  | 5.1 | 2.0 | .5 | .4 | 11.1 |
| 2021–22  | Orlando      | 42 | 1  | 12.8 | .431 | .310 | .656  | 1.7 | .9  | .2 | .1 | 5.0  |
| Carreira | Carreira     | 64 | 1  | 11.5 | .229 | .207 | .780  | 1.9 | .7  | .1 | .1 | 3.7  |

### Universidade
| Ano     | Equipe   | PJ | PT | MPJ  | AP   | 3P   | LL   | RT  | AS | BR | TO | PPJ  |
| ------- | -------- | -- | -- | ---- | ---- | ---- | ---- | --- | -- | -- | -- | ---- |
| 2018–19 | Michigan | 37 | 37 | 29.6 | .462 | .392 | .773 | 5.4 | .8 | .7 | .5 | 14.8 |

Fonte: